# Youssef Chippo
Youssef Chippo (Rabat, 10 maggio 1973) è un ex calciatore marocchino, di ruolo centrocampista.

## Palmarès

### Club
- Campionato portoghese: 2

Porto: 1997-1998, 1998-1999
- Coppa del Portogallo: 1

Porto: 1997-1998
- Supercoppa di Portogallo: 1

Porto: 1998
- Campionato qatariota: 1

Al-Sadd: 2003-2004